# نادي هورشام
نادي هورشام لكرة القدم (بالإنجليزية: Horsham Football Club)‏ نادي كرة قدم إنجليزي يلعب في دوري الدرجة السابعة . تم تأسيس النادي في سنة 1871 .